# Bildungschance
Bildungschance bezeichnet die Chance von Personen oder Personengruppen am Bildungssystem teilzunehmen, Bildung zu erlangen.
Für die Unterschiedlichkeit der Bildungschancen einzelner wird in westlichen Industrienationen heute insbesondere die Zugehörigkeit zu einem bestimmten sozialen Milieu verantwortlich gemacht. In anderen Staaten oder Gesellschaftssystemen kann der Hauptgrund aber auch die Zugehörigkeit zu einer Religion, Herkunft oder einem Geschlecht sein.

## Herkunft und Bildungschancen
Der soziale Status, also die Zugehörigkeit zu einem bestimmten sozialen Milieu, gilt als mitverantwortlich für den Bildungserfolg. In diesem Zusammenhang wird auch von schichtspezifischer Ungleichheit der Bildungschancen gesprochen. Als Gründe werden angeführt:
- der familiäre Hintergrund: Zwischen dem Bildungsniveau der Eltern und dem ihrer Kinder findet sich oft ein signifikanter Zusammenhang. Deren Erfahrungen und Erfolg im Bildungssystem gilt als mitverantwortlich für den Erfolg der nachfolgenden Generation. Der französische Soziologe Pierre Bourdieu prägte in diesem Zusammenhang auch den Begriff Kulturelles Kapital oder Bildungskapital.

- ungleiche Einkommensverteilung: Bei geringem Einkommen besteht kaum eine Möglichkeit, schulexterne Angebote wie kostenpflichtige Nachhilfe in Anspruch zu nehmen. Auf Privatschulen, die gegebenenfalls mehr individuelle Förderung bieten, kann nicht ausgewichen werden. Im Hochschulbereich können Studiengebühren zur Hürde werden.

- räumliche Segregation: Durch soziale Segregation, die räumliche Trennung sozialer Gruppen, treffen Kinder und Jugendliche aus sozial benachteiligten Milieus seltener auf Angehörige gehobenerer Bildungsschichten. Die Qualität einer Bildungseinrichtung kann dabei mit der sozialen Zusammensetzung der Einwohnerschaft bestimmter Stadtviertel korrelieren: Die "besseren" Schulen finden sich in "besseren" Vierteln

Ungleiche Bildungschancen nach der sozialen Herkunft umfassen zwei Aspekte. Einerseits beeinflusst die soziale Herkunft, welche Fähigkeiten die Kinder erwerben und somit, welche Leistungen sie in der Schule zeigen (primäre Herkunftseffekte). Andererseits treffen Familien je nach sozialer Herkunft unterschiedliche Entscheidungen bezüglich der besuchten Schulform. Auch bei gleichen Schulleistungen besuchen Kinder aus statushohen Familien häufiger ein Gymnasium als Kinder aus statusniedrigen Familien (sekundäre Herkunftseffekte).

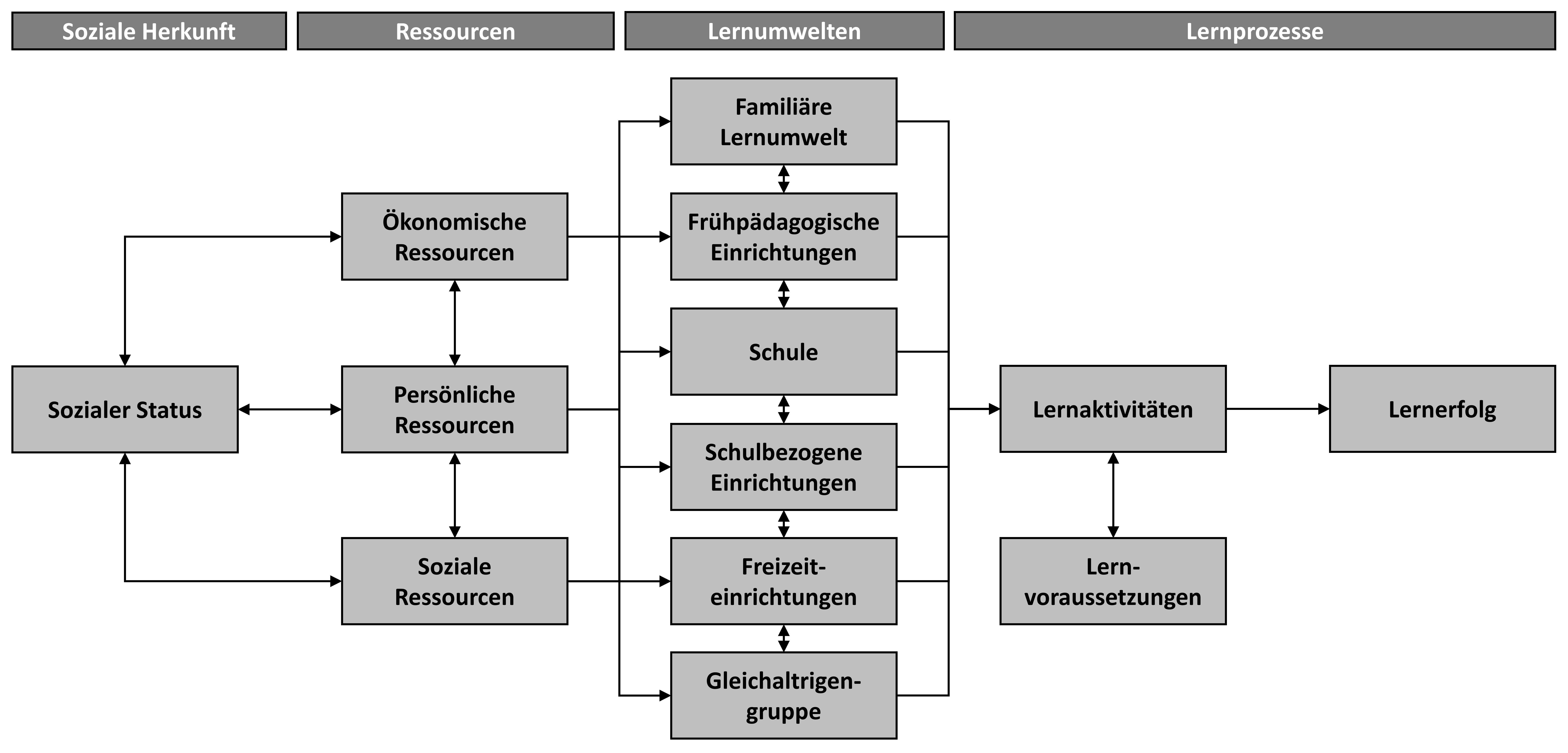
Theoretisches Modell zu vermittelnden Mechanismen zwischen sozialer Herkunft und Lernerfolg

Dass Kinder je nach sozialer Herkunft unterschiedliche Fähigkeiten entwickeln, ist wesentlich auf Unterschiede in der Sozialisation zurückzuführen. Relevante Unterschiede in der Sozialisation werden durch das Modell zu vermittelnden Mechanismen zwischen sozialer Herkunft und Lernerfolg beschrieben. Dem Modell zufolge erfahren Kinder verschiedener sozialer Herkunft unterschiedliche Lernumwelten. Von zentraler Bedeutung ist die familiäre Lernumwelt. Das bedeutet, dass statushohe Eltern mit ihren Kindern auf eine anregendere Art und Weise interagieren als statusniedrige Eltern. Weiterhin bestehen herkunftsspezifische Unterschiede bei der Nutzung von Bildungseinrichtungen. Hierzu gehören frühpädagogische Einrichtungen (z. B. Kinderkrippe), Schulen (z. B. Sekundarschulform), schulbegleitende Einrichtungen (z. B. private Nachhilfe) und Freizeiteinrichtungen (z. B. Musikschule). Da unterschiedliche Bildungseinrichtungen besucht werden, entwickeln Kinder verschiedener sozialer Herkunft auch unterschiedliche Gleichaltrigengruppen. Kinder aus statushohen Familien haben beispielsweise mehr Freunde mit hohen Bildungsaspirationen als Kinder aus statusniedrigen Familien. Die Unterschiede in den genannten Lernumwelten führen dazu, dass Kinder je nach sozialer Herkunft in unterschiedlichem Maße zum Lernen und zum Erwerb von Fähigkeiten angeregt werden. 

## Situation in verschiedenen Ländern

### Deutschland
In der Bundesrepublik Deutschland existiert eine statistische Bildungsbenachteiligung, die international kritisiert wird. Studien belegen eine Korrelation von Bildungschancen und sozio-ökonomischer Herkunft, v. a. aber von Bildungschancen und Geschlecht. Das Bundesministerium für Bildung schloss 2006 daraus: Es „entscheidet in keinem anderen Industriestaat die sozio-ökonomische Herkunft so sehr über den Schulerfolg und die Bildungschancen wie in Deutschland.“
Im deutschen Bildungssystem sind bislang die formalen Voraussetzungen auf Chancengleichheit erfüllt:
1. Es gibt nicht nur ein Recht auf Schulbesuch, sondern sogar Schulpflicht.
2. Der Schulbesuch ist, bedingt auch durch die Lernmittelfreiheit, kostenlos.
3. Das Curriculum ist an allen staatlichen Grundschulen grundsätzlich gleich.

Diese formalen Voraussetzungen für Chancengleichheit sind im konkreten Fall häufig bedroht. Beispiel dafür sind:
- Für Migrantenkinder gilt nur bedingt die Schulpflicht.
- Der kostenlose Schulbesuch wird durch die Aufhebung des Zuschusses für Fahrtkosten und Bücher in Nordrhein-Westfalen sowie der Einführung von Büchergeld in Hamburg konterkariert. Da auch die Übermittagsbetreuung kostenpflichtig ist und die Kinderarmut in Deutschland explosiv gewachsen ist, kann auch nur von einer kostenlosen Halbtagsschule gesprochen werden, nicht jedoch von einer kostenlosen Ganztagsschule.
- Nach Meinung der Befürworter von Grundschulbezirken würde durch deren 2008 erfolgte Aufhebung in Nordrhein-Westfalen ein zunehmendes soziales Auseinanderklaffen verschiedener Grundschulen in Kauf genommen, wodurch ein formal gleiches Curriculum unmöglich gemacht würde.[4] Die Grundschulbezirke und die Verpflichtung der Eltern ihre Kinder in diese Bezirke einzuschulen, wurden von ihren Befürwortern seinerzeit mit der erklärten Absicht eingeführt, eine soziale Ghettoisierung der Schulen zu verhindern.
- Eine neue Studie weist zudem auf einen deutlichen Unterschied zwischen Land- und Stadtkindern hin. So wechseln in Schwaben (Bayern) auf dem Land nur 22 Prozent der Mädchen von der Grundschule auf das Gymnasium. In der Stadt dagegen gehen 44 Prozent der Mädchen auf die Oberschule – trotz gleicher Noten. Mögliche Gründe sind u. a. das traditionelle Rollenverständnis, weite Wege, schlechte Busverbindungen und die geringe Auswahl an Fachgymnasien.[5]

- Auch das Geschlecht hat einen Einfluss auf den Bildungserfolg. Laut einer vom BMBF herausgegebenen Studie erhielten Jungen im Jahr 2008 in allen Fächern auch bei gleichen Kompetenzen schlechtere Noten. Außerdem wurden Jungen auch bei gleichen Noten seltener von den Lehrkräften als für das Gymnasium geeignet angesehen als Mädchen.[6]

Kinder von Eltern mit höherem Einkommen haben prinzipiell bessere Entwicklungsmöglichkeiten, da sich die finanziellen Spielräume, die für die Bildung eine Rolle spielen, deutlich unterscheiden. So stehen wohlhabenden Familien deutlich mehr bildungsfördernde Instrumente im Elternhaus zur Verfügung als ärmeren Schichten. Diese Ungleichheit setzt sich fort in der Kostenpflichtigkeit von Kindergärten und Kindertagesstätten. Gerade die Verfügbarkeit von Plätzen in Kindertagesstätten ist in Westdeutschland sehr gering, sodass auch vielen interessierten Familien diese Förder- und Betreuungsmöglichkeit nicht zur Verfügung steht.
In einer Studie der Konrad-Adenauer-Stiftung wird die heutigen Gesellschaft Deutschlands in drei „Lebenswelten“ getrennt. Ihr wichtigstes Unterscheidungsmerkmal ist die Sorge von Eltern um die Ausbildung ihrer Kinder in den drei sozialen Schichten: Unterschicht, Mittelschicht und Oberschicht. Eltern der Mittelschicht versuchen, ihre Kinder von Kindern der Unterschicht fernzuhalten. Abgrenzbar ist die Unterschicht von der sehr breiten Mittelschicht im Wesentlichen dadurch, dass sich die Eltern in der unteren Schicht kaum um die schulischen Belange ihrer Kinder kümmern oder kümmern können. Es handelt sich hier um etwa 5 % der in einer Studie erfassten Eltern. Noch schärfer, als die Trennung zwischen Mittelschicht und Unterschicht ist die Trennung zwischen Mittelschicht und Oberschicht. Diese Trennung ist weitgehend unüberwindbar. Kinder, die in die Oberschicht eingeordnet werden können, erfahren eine von materiellen Beschränkungen weitgehend losgelöste Förderung durch ihre Eltern, Helfer und private Schulen.
Internationale Vergleichsuntersuchungen wie die IGLU-Studie für Viertklässler, die PISA-Studie für 15-Jährige und der EURO-Student-Report stellen fest, dass im deutschen Bildungssystem die bestehenden Verhältnisse in einem besonderen Maß bei den kommenden Generationen aufrechterhalten werden. Dies liegt neben der verpassten frühkindlichen Förderung auch an der schwachen personellen Ausstattung der Schulen, die eine individuellere Betreuung der Kinder schwer möglich macht und so die Aufgabe der Förderung stärker in den Elternhäusern bleibt. Insbesondere Kinder aus Arbeiterfamilien haben kaum Chancen auf eine höhere Bildung. In jüngster Zeit sind deren Chancen nochmals deutlich gesunken. Während 1986 die Wahrscheinlichkeit, ein Studium zu beginnen, bei Beamtenkindern 9-mal so hoch wie bei Arbeiterkindern war, lag sie 2003 20-mal so hoch. Dazu trägt – in Kombination mit den oben genannten Ungleichheiten – vor allem die frühe Zuordnung in die Oberschultypen (Haupt- und Realschule sowie Gymnasium) bei, die hier in der Regel nach der 4. Klasse geschieht. (Ausnahmen sind Berlin und Brandenburg, die noch eine sechsjährige Grundschule haben.) Die außer- und vorschulischen Einflüsse (zum Beispiel die Erziehung in den Familien) können durch die kurze Grundschulzeit kaum ausgeglichen werden. Auch der 2. Bildungsweg, der in Deutschland breit ausgebaut ist, kann diesen Effekt kaum korrigieren.
In den 1960er und 1970er Jahren gab es verstärkt Versuche, Chancengleichheit im Bildungssystem herzustellen. Ausgangspunkt war der Sputnikschock und die Feststellung, dass durch die bestehenden Verhältnisse die Fähigkeiten von vielen Menschen nicht optimal ausgenutzt werden. Ralf Dahrendorf prägte in diesem Zusammenhang das Bild des katholischen Arbeitermädchens vom Lande, deren Bildungsbedürfnisse nicht angemessen respektiert würden und die besonders zu fördern sei. Ansätze zur Förderung dieser Bildungsreserve waren beispielsweise die Abschaffung der Studiengebühren und die Einrichtung von Lernmittelfreiheit, BAföG, Schüler-BAföG, Schulbussen, Oberstufenzentren, Gesamtschulen und Gesamthochschulen. Allerdings werden einige Maßnahmen momentan rückgängig gemacht: Sämtliche Gesamthochschulen wurden 2003 wieder geschlossen. Neben der Einrichtung von Langzeitstudiengebühren wurden zwischenzeitlich in einigen Bundesländern Studiengebühren ab dem 1. Semester erhoben. Bedenklich ist auch die zunehmende Abschaffung der Lernmittelfreiheit. Ebenso wird kritisiert, dass in NRW ab 2006 Eltern die Möglichkeit haben, die Grundschulen für ihre Kinder auszusuchen (Gefahr einer verstärkten Ghettoisierung).

### Vereinigte Staaten
In den Vereinigten Staaten treten alle 14-Jährigen, die nicht Homeschooling in Anspruch nehmen, in die High School ein, die sie, wenn sie die Schule nicht abbrechen, vier Jahre später mit dem High School Diploma abschließen. Dieser Schulabschluss berechtigt sie zum Besuch jeder Hochschule des Landes, die ein grundständiges Studium anbietet. Knapp zwei Drittel aller Jugendlichen eines Jahrganges beginnen ein Studium.
Obwohl Studierende aus Familien mit geringem Einkommen Federal Student Aid und viele andere Möglichkeiten der finanziellen Studienförderung in Anspruch nehmen können, sind die unterschiedlichen ethnischen und sozialen Gruppen des Landes an den Hochschulen sehr ungleich repräsentiert. Eine zugespitzte Situation bietet sich an den Spitzenuniversitäten.
|                                                                              | | MIT privat | Stanford privat | Harvard privat | Columbia privat | UCLA öffentlich | Stand, Quellen |
| ---------------------------------------------------------------------------- | --------------------------------------------------------------------------------------------------- | ---------- | --------------- | -------------- | --------------- | --------------- | -------------- |
| QS World University Ranking                                                  | QS World University Ranking                                                                         | #1         | #2              | #3             | #16             | #32             | 2018/2019      |
| Zahl der Studierenden                                                        | Bachelor                                                                                            | 4602       | 7083            | 6699           | 8931            | 30.873          | 2018/2019      |
| Zahl der Studierenden                                                        | Master, Professional, Doktorat                                                                      | 6972       | 9437            | 13.120         | 24.101          | 14.074          | 2018/2019      |
| Zahl der Studierenden                                                        | insgesamt                                                                                           | 11.574     | 16.520          | 19.819         | 33.032          | 30.873          | 2018/2019      |
| Aufnahmequote                                                                | Aufnahmequote                                                                                       | 6,7 %      | 4,4 %           | 4,5 %          | 6,1 %           | 14 %            | 2019 2018      |
| Kosten des Studiums (US$ pro Jahr, ohne Lernmittel und persönlichen Bedarf)  | Studiengebühren (Tuition & Fees; Bachelor-Studium)                                                  | 51.520     | 52.857          | 51.925         | 59.430          | 13.239          | 2019           |
| Kosten des Studiums (US$ pro Jahr, ohne Lernmittel und persönlichen Bedarf)  | Wohnheim und Mensa                                                                                  | 18.720     | 16.433          | 17.682         | 13.644          | 16.625          | 2019           |
| Kosten des Studiums (US$ pro Jahr, ohne Lernmittel und persönlichen Bedarf)  | insgesamt                                                                                           | 70.240     | 69.290          | 69.607         | 73.074          | 29.864          | 2019           |
| Durchschnittliches Einkommen der Absolventen im Alter von 34 Jahren (in US$) | Durchschnittliches Einkommen der Absolventen im Alter von 34 Jahren (in US$)                        | 98.500     | 84.800          | 81.500         | 75.300          | 65.800          | 2019           |
| Familienhintergrund der Studierenden                                         | Durchschnittliches Einkommen der Eltern (in US$)                                                    | 137.400    | 167.500         | 168.800        | 150.900         | 104.900         | 2019           |
| Familienhintergrund der Studierenden                                         | Kinder aus den reichsten 20 % der Bevölkerung (= oberstes Quintil)                                  | 61 %       | 66 %            | 67 %           | 62 %            | 48 %            | 2019           |
| Familienhintergrund der Studierenden                                         | Kinder aus armen Familien (unterstes Quintil), die nach dem Studium reich werden (oberstes Quintil) | 3,4 %      | 2,2 %           | 1,8 %          | 3,1 %           | 5,6 %           | 2019           |